# Steganacarus pseudocarinatus
Steganacarus pseudocarinatus är en kvalsterart som beskrevs av Bernini och Avanzati 1989. Steganacarus pseudocarinatus ingår i släktet Steganacarus och familjen Phthiracaridae. Inga underarter finns listade i Catalogue of Life.